# LTJ Bukem

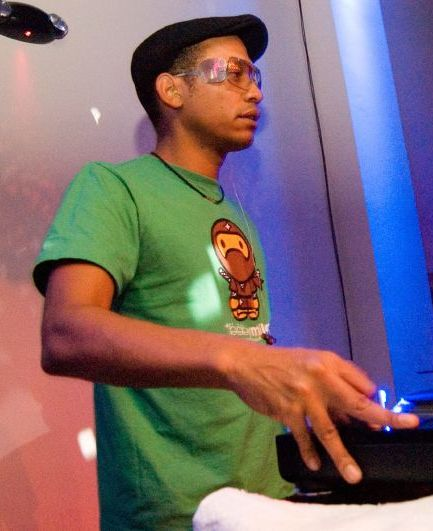
LTJ Bukem, September 2006

LTJ Bukem (* 1. Januar 1967 in London als Daniel „Danny“ Williamson) ist ein britischer DJ, Musiker und Musikproduzent.

## Leben
Daniel Williamson hat in einem Radio-Interview bei BBC One mit Fabio & Grooverider erstmals über seine Kindheit gesprochen, die er bei Pflegeeltern verbracht hatte. Von seinen getrennten leiblichen Eltern soll der Vater Ägypter sein, seine Mutter Uganderin. Mehr oder weniger auf sich selbst gestellt, flüchtete er sich in die Musik, bevor er Trompete lernte, Klavier und Schlagzeug in verschiedenen Schülerbands spielte und bald den Jazz für sich entdeckte. Als Jugendlicher streifte er durch die Clubs von West-London und entdeckte zunehmend das DJing. Mittlerweile zählt er zu den nennenswerten Drum-and-Bass-Künstlern unserer Zeit.

## Name
Seinen Spitznamen „Bukem“ erhielt er zur Schulzeit aufgrund der Ähnlichkeit seines Namens zu einem Charakter der in den 1970er Jahren sehr erfolgreichen amerikanischen Krimi-Fernsehserie „Hawaii Fünf-Null“. Zum Schluss einer Episode gab Detective Steve McGarrett seinem Partner Danny Williams meistens den Befehl die Verbrecher festzunehmen, oft mit der Redewendung „Book'em, Danno!“ (sinngemäß: „Kauf/Schnapp sie dir, Danno!“).
Über die Bedeutung von „LTJ“ kursieren unterschiedliche Theorien. Mögliche Auflösungen sind „El DJ“ (spanisch für „der DJ“), „Light The Joint“ oder auch „Long Turn Jockey“ (wegen seiner langen Sets, die die Hörer auf eine umfangreiche, variierte Soundreise schicken).

## Werk
Im Jahr 1991 gründete er sein eigenes Label „Good Looking Records“. Live trat er immer mit dem im April 2024 verstorbenen MC Conrad auf, manchmal auch mit DRS. Er veröffentlichte, neben den Live-Aufnahmen der „Progression Sessions“, eine mit „Earth“ betitelte Reihe mit Sammlungen unveröffentlichter, ambienter Drum-and-Bass-Tracks. Als weiteres Sublabel von Good Looking entstand in der Folgezeit für Downbeat-Tracks „Good Cooking Records“, oder das Sublabel „Looking Good Records“ (LGR).
LTJ Bukem produziert und spielt eine „leichtere“ Version des Drum and Bass, die sich am Soul, Funk und Jazz der 1960er / 1970er Jahre orientiert. Prägend sind die Ambient- und Chill-Out-Flächen über schnellen Jazz-Breakbeats um die 170 BPM. Mit dieser Art eines eher atmosphärischen Drum and Bass öffnete er das Genre vermehrt Hörern außerhalb dieser Clubszene.
Seine markanten Brillen waren ein Werbegag eines Berliner Designers (IC Berlin).
Vor jedem Gig macht er wie eine Live-Band einen Soundcheck an den Turntables und dem Soundsystem, um beste Qualität abliefern zu können.
Als Labelchef ist LTJ Bukem in den letzten Jahren zunehmend in Kritik gekommen, weil er sich bei seiner Arbeit zu sehr auf die Live-Events konzentrierte und dabei die Labelarbeit vernachlässigte. Die letzten Releases von Good Looking lagen schon einige Jahre zurück, bevor dann 2008 eine neue Veröffentlichung auf Good Looking erschienen ist. Die lange Wartephase bis zum neuen Release begründete Bukem damit, dass er und die Hauptcrew Pause gemacht haben, die sie nach 10 Jahren Arbeit ohne Urlaub verdient hätten. Zudem sei es immer schwerer geworden, das größte Drum-and-Bass-Label mit etwa vierzig Künstlern zu organisieren. Mit dem Gesundschrumpfen und der geglückten Veröffentlichung scheint Good Looking nun wieder aktiver zu werden und den als tot geglaubten Vinyl-Markt wiederzuentdecken.

## Diskographie
- 2013: Bukem In Session
- 2009: Fabriclive 46
- 2005: Planet Earth
- 2005: Producer Experience (with Tayla & Nookie)
- 2005: Goodlooking Experience (with MC Conrad)
- 2004: Some Blue Notes Of Drum 'N' Bass
- 2004: Progression Sessions 10 Germany Live 2004
- 2004: Earth VII
- 2003: Progression Sessions 8 UK Live 2003
- 2002: Earth VI
- 2002: Earth V
- 2002: Producer 05
- 2002: Earth IV
- 2002: Progression Sessions 7 Japan Live 2002
- 2001: Progression Sessions 6 America Live 2001
- 2001: Logical Progression
- 2000: Journey Inwards
- 2000: Progression Sessions V
- 2000: Producer 01
- 1999: Progression Sessions IV
- 1999: Progression Sessions III
- 1998: Earth III
- 1998: Progression Sessions I
- 1998: Earth II
- 1997: Earth I
- 1995: Horizon / Rain Fall
- 1993: Music (Happy Raw) / Enchanted
- 1993: Bang The Drums / Remnants
- 1991: Logical Progression EP
- 1991: Demon's Theme / A Couple Of Beats (Original Press)
- 1991: Delitefol